# Michael O'Herlihy
Pour les articles homonymes, voir O'Herlihy.
Michael O'Herlihy est un réalisateur et producteur irlandais né le 1er avril 1929 ou le 1er avril 1928 à Dublin, en Irlande, mort le 16 juin 1997 à Dublin (Irlande).

## Filmographie

### Comme réalisateur
- 1957 : Manerick (série TV)
- 1958 : Bronco (série TV)
- 1958 : 77 Sunset Strip (série TV)
- 1964-1965 : Rawhide (série TV)
- 1965 : Sur la piste du crime ("The F.B.I.") (série TV)
- 1966 : Le Prince Donegal (The Fighting Prince of Donegal)
- 1967 : Mosby's Marauders
- 1967 : The Guns of Will Sonnett (série TV)
- 1968 : Opération vol ("It Takes a Thief") (série TV)
- 1968 : The Young Loner (TV)
- 1968 : The One and Only, Genuine, Original Family Band
- 1969 : Smith!
- 1969 : Then Came Bronson (série TV)
- 1971 : Cannon ("Cannon") (série TV)
- 1971 : Sam Cade ("Cade's County") (série TV)
- 1972 : Les Rues de San Francisco ("The Streets of San Francisco") (série TV)
- 1972 : Deadly Harvest (TV)
- 1973 : Police Story (série TV)
- 1974 : Evel Knievel (TV)
- 1976 : Young Pioneers (TV)
- 1976 : Kiss Me, Kill Me (TV)
- 1976 : Young Pioneers' Christmas (TV)
- 1977 : Peter Lundy and the Medicine Hat Stallion (TV)
- 1979 : Backstairs at the White House (feuilleton TV)
- 1979 : The Flame Is Love (TV)
- 1980 : Dallas Cowboys Cheerleaders II (TV)
- 1980 : Detour to Terror (TV)
- 1980 : The Great Cash Giveaway Getaway (TV)
- 1980 : Cry of the Innocent (TV)
- 1980 : Croisière en enfer (Desperate Voyage) (TV)
- 1980 : A Time for Miracles (TV)
- 1981 : L'Homme à l'orchidée ("Nero Wolfe") (série TV)
- 1981 : The Million Dollar Face (TV)
- 1981 : L'Homme qui tombe à pic ("The Fall Guy") (série TV)
- 1981 : La Loi selon McClain ("McClain's Law") (série TV)
- 1981 : Bret Maverick (série TV)
- 1982 : Seven Brides for Seven Brothers (série TV)
- 1983 : I Married Wyatt Earp (TV)
- 1984 : Riptide ("Riptide") (série TV)
- 1984 : Two by Forsyth (TV)
- 1984 : Deux Flics à Miami ("Miami Vice") (série TV)
- 1984 : Harry Fox, le vieux renard ("Crazy Like a Fox") (série TV)
- 1985 : Equalizer ("The Equalizer") (série TV)
- 1986 : Matlock ("Matlock") (série TV)
- 1987 : Hoover vs. the Kennedys: The Second Civil War (TV)

### Comme producteur
- 1979 : Backstairs at the White House (feuilleton TV)
- 1979 : The Flame Is Love (TV)
- 1980 : Cry of the Innocent (TV)